# The Open Championship 2007
Het 136e Open Championship, het meest prestigieuze golftoernooi ter wereld, werd van 19 tot en met 22 juli 2007 gehouden op de Carnoustie Golf Club in Angus (Schotland).
Na dag 1 was het Sergio Garcia wat de klok sloeg. Hij leidde het toernooi vanaf dag 1 en aan het begin van dag 3 leek hij op zijn eerste "major" overwinning af te stevenen. Ondertussen had Phil Mickelson de cut gemist en stond Tiger Woods er slecht voor om zijn derde Open titel in drie jaar te halen, geen hattrick voor Tiger dus. Een verrassing was Rory McIlroy. Na een eerste ronde van 68 had hij als enige amateur het weekend gehaald en zich zodoende verzekerd van de  "Silver Medal", de prijs voor de beste amateur op het Open. Hij werd daarna professional.
De echte spanning kwam pas op de laatste dag. Sergio Garcia leek onbedreigd op de overwinning af te gaan maar speelde matig. Ondertussen kwamen Pádraig Harrington en Andrés Romero dichterbij. Harrington scoorde een eagle op de 14e hole en Romero maakte tien birdies, waarvan vier op rij. Romero maakte echter twee double bogeys op de 12e en 17e hole en nog een bogey op de 18e en maakte zodoende geen kans meer op de overwinning. Harrington moest toen aan zijn laatste hole beginnen. Net als in 1999 zorgde de Barry Burn weer voor een ware thriller. Harrington raakte niet één, maar twee keer te water en kwam met een double bogey binnen, in het totaal 7 onder. Garcia stond bij de tee van de 18e op -8 en had dus aan een par genoeg om de Claret Jug binnen te slepen. De hole verliep goed en hij hield een relatief korte putt over om het toernooi te beslissen, maar net als de rest van de dag liet het putten te wensen over en rolde de bal via de rand van de cup naast de hole. Bogey dus voor Garcia en de play-off was een feit.
De play-off zou gaan over de holes 1, 16, 17 en 18. Bij een eventuele gelijke score na de play-off zou er een sudden-death gespeeld worden, steeds over de 18e hole. Op de 1e hole werd het pleit eigenlijk al beslist. Harrington maakte een birdie terwijl Garcia's dag nog slechter werd: bogey. De 16e en 17e hole werden door beide spelers in par afgewerkt. Op de par 4 18e besloot Harrington geen risico te nemen, terwijl Garcia voor birdie moest gaan. Garcia miste de birdie putt en tekende voor par, terwijl Harrington een bogey mocht maken om te winnen. Harrington miste zijn bogey putt niet en werd de eerste Ier in 60 jaar die het Open won.

## Uitslag
Par = 71
| Rang | Naam                  | Score            | Score |
| ---- | --------------------- | ---------------- | ----- |
| 1    | Pádraig Harrington po | 69-73-68-67= 277 | -7    |
| 2    | Sergio Garcia         | 65-71-68-73= 277 | -7    |
| 3    | Andrés Romero         | 71-70-70-67= 278 | -6    |
| 4    | Richard Green         | 72-73-70-64= 279 | -5    |
| 4    | Ernie Els             | 72-70-68-69= 279 | -5    |
| 6    | Hunter Mahan          | 73-73-69-65= 280 | -4    |
| 6    | Stewart Cink          | 69-73-68-70= 280 | -4    |
| 8    | Ben Curtis            | 72-74-70-65= 281 | -3    |
| 8    | Mike Weir             | 71-68-72-70= 281 | -3    |
| 8    | KJ Choi               | 69-69-72-71= 281 | -3    |

po Wint na play-off
Play-off uitslag
| Rang | Naam               | Hole 1 | Hole 16 | Hole 17 | Hole 18 | Totaal | Par |
| ---- | ------------------ | ------ | ------- | ------- | ------- | ------ | --- |
| 1    | Pádraig Harrington | 3      | 3       | 4       | 5       | 15     | par |
| 2    | Sergio Garcia      | 5      | 3       | 4       | 4       | 16     | +1  |